# わがアメリカンドリーム レーガン回想録
『わがアメリカンドリーム レーガン回想録』（An American Life）は、第40代アメリカ合衆国大統領のロナルド・レーガンが1990年に発表した自伝である。レーガンの大統領退任から約2年後に発売されたこの本は『ニューヨーク・タイムズ』のベストセラーリストで第8位となった。この本の主なゴーストライターはロバート・リンゼイである。

## 内容
原書は748ページで構成され、イリノイ州タンピコでの出生、俳優としてのキャリア、結婚、政界入り、カリフォルニア州知事時代、1976年共和党予備選での敗北、そしてアメリカ合衆国大統領時代までのレーガンの半生が綴られている。書評家のジョン・オサリヴァンはレーガンについて「彼は他人の感情に関わる場面では歴史家としての価値を損なうようなやり方で不愉快な事を覆い隠す傾向がある」と述べた。彼は1976年の大統領選出馬に至った経緯や、合衆国議会議員との関係、世界と冷戦に関する自身の見解について語った。

### 私生活
レーガンには2度の結婚歴があり、最初の相手は1940年から1948年にかけての女優のジェーン・ワイマン（1917年-2007年）であった。レーガンはこの本の中でワイマンについて1段落だけ触れており、「上手くいかなかった」が、結婚生活は「2人の素晴らしい子供たちをもたらした」と述べている。レーガンは1952年にナンシー・デウィヴィスと結婚し、本の中で「ナンシーと出会ったときから私の人生は本当に始まったのだと時々思う」と語っている。

### 大統領職
レーガンは大統領在任中（1981年-1989年）に起こった出来事のほとんどをこの本でカバーしているが、ロバート・ボークの合衆国最高裁判所判事指名拒否に関しては省略されており、レーガンによる判事任命にはほとんど言及されていない。レーガン政権のより物議を醸した政策の1つは「レーガノミクス」と呼ばれる経済政策であるが、この自伝では「議会を支配する既得権益のせいで私が望んだほど、あるいは国が要求したほどの支出削減ができなかった」という点を除けばそれらに関する全てが成功していたと書かれている。また経済政策の観点からのレーガンの主な後悔の1つは連邦均衡予算の編成に最終的に失敗したことである。
イランに送られた資金がニカラグアのコントラに流用されたというイラン・コントラ事件に関してこの本では「イランに送った武器が市民を誘拐したテロリストに渡ったことはなかった」と書かれている。事件についてレーガンは「（バド・）マクファーレン、（ジョン・）ポイントデクスター、（ボブ・）ケイシー、そしておそらく（オリバー・）ノースは私がニカラグアの民主的抵抗勢力としてコントラの存続の必要性をどれだけ深く感じているかを知っていた。おそらくその認識が、（中略）彼らが密かにコントラを支援することに繋がったのだろう」と書いた。さらに自伝の中で「大統領である私が指揮を執っていたのだから、最終的な責任は私にある」と主張している。この本ではまたチップ・オニール下院議長との政治的ライバル関係や私的な友情についても触れられている。

## 評価
この本は出版当時に『ニューヨーク・タイムズ』のベストセラーリストで第8位となった。作家、ジャーナリスト、批評家の中ではこの本がレーガンの半生を公平に記していることに同意する者もいれば、その歴史的価値と目的を疑問視する者もいた。